# اوله اوستروولد
اوله اوستروولد (انگلیسی: Ole Østervold; ۱۴ اکتبر ۱۸۷۲ – ۲۵ دسامبر ۱۹۳۶) قایقران قایق بادبانی اهل نروژ بود.